# Shopping Park Soravia

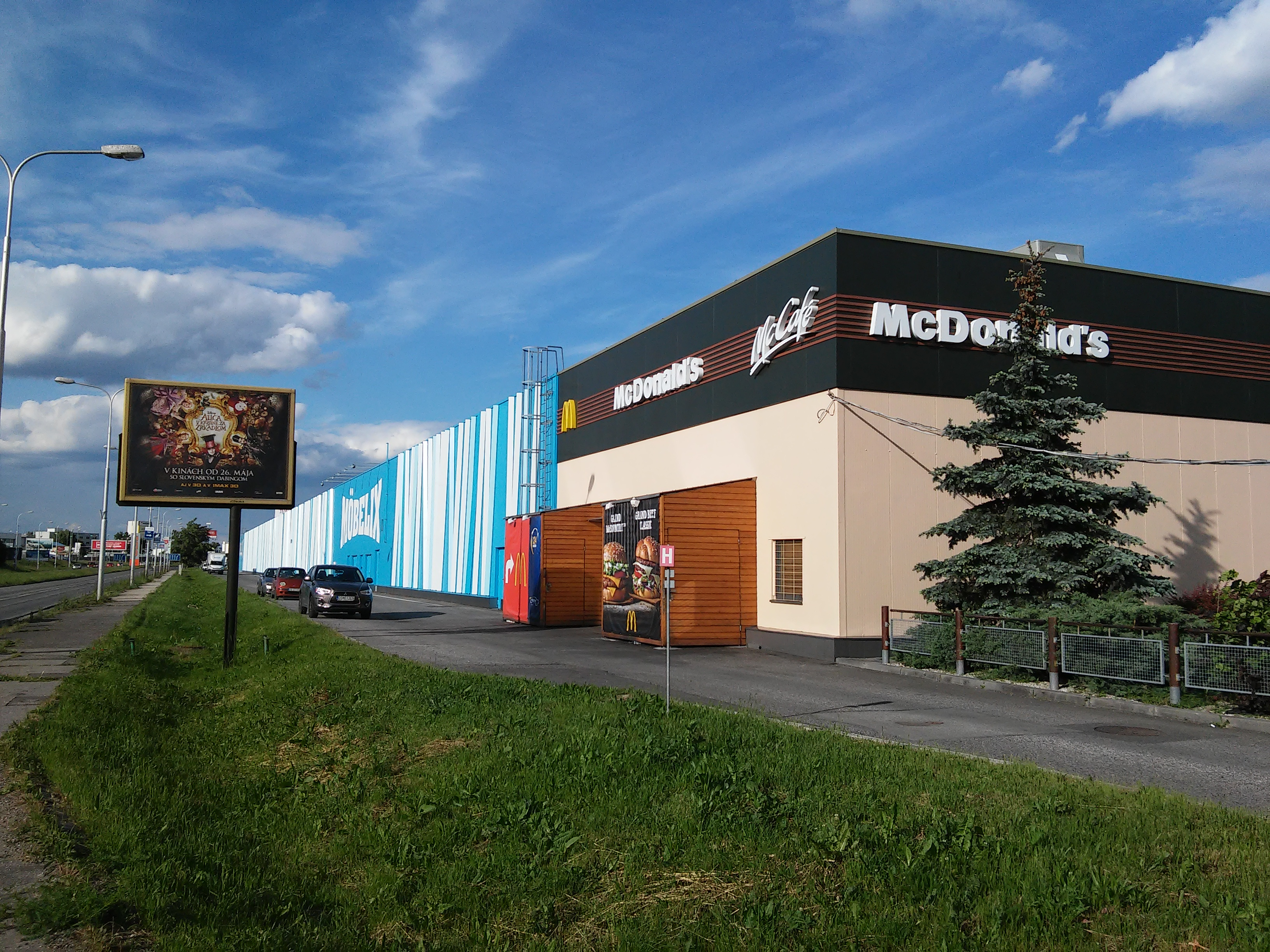
Shopping Park Soravia

Shopping Park Soravia je nákupní centrum v Bratislavě v městské části Ružinov na Rožňavské 34. Bylo to první zařízení svého druhu v Bratislavě, stavět se začalo v roce 1997, v roce 2000 byla její plocha rozšířena o dalších 15 tisíc m².
V blízkosti se nachází další velké nákupní centrum, Shopping Palace na ulici Cesta na Senec.